# Minsk Arena
Minsk Arena (blr. Мінск-Арэна), višenamjenska je arena u Minsku, u Bjelorusiji. 
Otvorena je 2010. godine i ima kapacitet za oko 15,086 gledatelja. Prije svega se koristi za utakmice hokeja na ledu, a domaći je teren HC Dinamo Minsk, koji igra u Kontinentalnoj hokejaškoj ligi. Godine 2010. u ovoj areni održano je natjecanje za Dječju pjesmu Eurovizije.